# Бил Кобс
Вилберт Франциско „Бил” Кобс (енгл. Wilbert Francisco "Bill" Cobbs; Кливленд, 16. јун 1934 — Риверсајд, 25. јун 2024), професионално познат као Бил Кобс (енгл. Bill Cobbs) био је амерички глумац.
Најпознатије улоге које је остварио су Старац у филму Њу Џек Сити, Бил Девејни у Телохранитељу, Закари Лам старији у филму Разбијач, Смити у Великом скоку, Реџиналд у Ноћи у музеју, као и у наставку Луда ноћ у музеју: Тајна фараона. Добитник је награде Дневни Еми.
Године 2020. освојио је дневну награду Еми за изузетан ограничени наступ у дневном програму за серију Дино Дејна.